# Marcus Vitruvius Pollio
Marcus Vitruvius Pollio (1. stol. př. n. l.) byl římský architekt, inženýr a teoretik. Jeho narození je kladeno přibližně do let 80 až 70 př. n. l. a smrt do roku 25 př. n. l. O jeho životě mnoho nevíme, dokonce není jisté ani jeho praenomen Marcus a cognomen Pollio. Ty jsou pouze zmíněny Cetiem Faventinem. Největší množství dat o jeho životě se dá extrahovat z jeho vlastní práce.

## Život
Žil v průběhu prvního století za dob vlády Caesara a Augusta. Narodil se jako svobodný římský občan, zřejmě v městě Formiae v Kampánii. O dětství není známo téměř nic, ale pravděpodobně byl synem architekta. Nedokázal se prosadit v konkurenci jiných architektů a tak se zabýval stavbou válečných strojů a vstoupil do armády. Má se za to, že sloužil v římské armádě ve Španělsku a Galii pod velením Julia Caesara. Byl pravděpodobně jedním z vojenských inženýrů, zabývajících se stavbou válečných obléhacích strojů. V pozdějších letech byl zaměstnán svým chlebodárcem, císařem Augustem, s nárokem na penzi, zaručující mu finanční nezávislost. Z armády byl propuštěn kolem roku 33 př. n. l. Poté pracoval jako architekt a inženýr v Římě na vodovodním systému, kde zavedl normy pro velikosti trub. Aby dosáhl alespoň nějakého uznání, sepsal na sklonku svého života všechny své znalosti do níže uvedeného díla. Sepsání díla zvaného Deset knih o architektuře je pokládáno do rozmezí let 33 př. n. l. až 22 př. n. l. Z toho, že datum jeho smrti není přesně známé lze usuzovat, že za svého života nebyl nijak zvlášť populární.

## Dílo

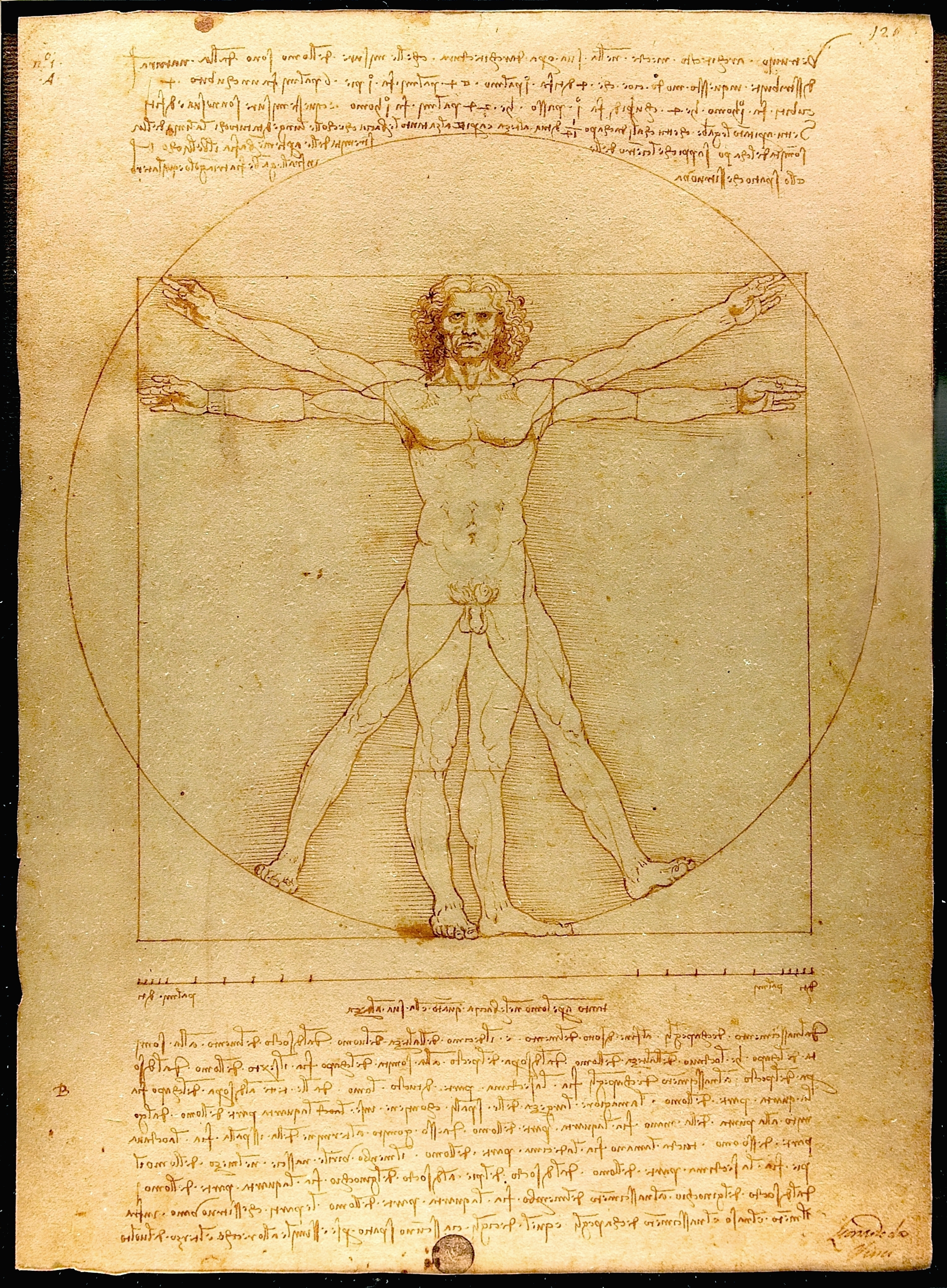
Proporční schéma Vitruviovského člověka – skica L. da Vinciho, 1485/90, Benátky, Galleria dell' Accademia

Jedinou známou Vitruviovou stavbou je nedochovaná bazilika ve Fanum Fortunae, dnešním Fanu u Ancony, která zmizela tak dokonale, že o jejím umístění se dnes pouze dohadujeme.
V roce 1415 byl v klášteře St. Gallen nalezen rukopis jeho díla o architektuře a příbuzných oborech, známý dnes pod názvem Deset knih o architektuře, latinsky De architectura libri X. Dílo se dělilo na 10 knih:
- 1. kniha – plánování měst a základy urbanistiky, charakteristika dobrého architekta
- 2. kniha – stavební materiál používaný pro stavby
- 3. kniha – chrámy, sloupy
- 4. kniha – chrámy, sloupy
- 5. kniha – veřejné budovy, divadla, lázně a další veřejné budovy
- 6. kniha – soukromé budovy
- 7. kniha – vnitřní zařízení
- 8. kniha – vodovody
- 9. kniha – stavba hodin, astronomie
- 10.kniha – strojnictví (zvedací, bojové a válečné stroje)

Jedná se o jediné dochovalé dílo podobného druhu z období Římské kultury. Knihy nejsou po odborné stránce zcela v pořádku, ale historicky se jedná o cenné dílo, vycházející z učení starořecké kultury. Prakticky je dílo ale pojato geniálně a tak se dočkalo velkého ocenění staviteli raného středověku.
Dílo bylo věnováno císaři Augustovi jako dík za jeho podporu. Má charakter učebnice s literárními náznaky a řadí se tak mezi rané odborné publikace. Kromě ojedinělých zmínek, jako např. u Frontina, Faventina a Plinia staršího, nevyvolala Vitruviova tvůrčí činnosti v antické literatuře žádnou větší odezvu. Jistě byla tato kniha využívána architekty v císařském období Říma jako příručka, ale větší autorově oblibě bránilo omezené téma a odborný jazyk knihy. Text byl známý v pozdním starověku i ve středověku.
Nejstarší známý opis tohoto díla pochází z 9. století našeho letopočtu, vcelku se zachovalo přes 50 rukopisů tohoto díla. Kopie byly nalezeny v St. Gallenu, Cluny, Canterbury, Oxfordu.
Kniha byla znovuobjevena roku 1414 florentským humanistou Gianfranceskem Poggiem Bracciolinim. Leonu Battistovi Albertimu připadla v jeho klíčovém pojednání o architektuře, De Re Aedificatoria (přibližně okolo 1450), čest, uvést tuto práci do širokého povědomí veřejnosti. První známé novodobé vydání Vitruvia uskutečnil v Římě roku 1486 Giovanni Sulpicio. Následovaly pak překlady do italštiny (kolem roku 1520), francouzštiny (Jacques Martin, 1547), angličtiny, němčiny (Walter H. Rivius, 1575), španělštiny a později i do dalších jazyků. Originální ilustrace však byly ztraceny. Nové ilustrace v dřevorytu, zřejmě založené na popisech v textu, byly pravděpodobně zhotoveny v 16. století, pravděpodobně roku 1511 v Benátkách páterem Giovannim Giocondem. Přežívající ruiny římských památek, Římské fórum, chrámy, divadla, vítězné brány a jejich reliéfy a sochy posloužily jako vizuální příklady k popisům ve Vitruviově textu. Tato kniha se pak rychle stala inspiračním zdrojem pro renesanční, barokní a klasicistní architekturu.
Vitruvius nejvíce proslul ve svém díle tvrzením, že struktura stavby musí vykazovat tři základní vlastnosti – firmitas, utilitas, venustas, tzn. že musí být silná nebo trvanlivá, užitečná a krásná – známé též jako FORMULA VITRUVIA. Podle Vitruvia je architektura napodobováním přírody. Stejně jako si ptáci a včely staví svá hnízda, podobně i lidé si z přírodních materiálů staví svá sídla, která jim mají zajistit ochranu před klimatickými vlivy. Když zdokonalili tento způsob výstavby, vynalezli stavební systémy: dórský, iónský a korintský. To jim umožnil smysl pro proporce, vrcholící v porozumění proporcím největšího uměleckého díla: lidského těla. To ukázal Vitruvius v definici svého vitruviovského člověka, jak ho velkolepě nakreslil Leonardo da Vinci: lidské tělo vepsané do kružnice a čtverce (základních geometrických vzorů vesmírného pořádku). Tato modulová metoda, založená na vitruviovském muži, byla ve 20. století obnovena jako tzv. Modulor, měrová soustav francouzského architekta Le Corbusiera, spočívající na zlatém řezu.
Vitruvius bývá někdy nepřesně nazýván prvním architektem, ale přesnější je jeho popis jako prvního římského architekta, který psal o svém odvětví. On sám cituje starší, ale nekompletní práce. Nebyl žádný originální myslitel nebo kreativní intelektuál, byl pouze kodifikátorem existujících stavebních praktik. Mělo by se však zároveň poznamenat, že Vitruvius měl mnohem širší rozhled než dnešní moderní architekti. Římští architekti praktikovali mnoho různorodých disciplín; v dnešní době bychom mohli říci, že byli kombinací inženýrů, architektů, krajinných architektů, umělců a řemeslníků.

### Obsah
Knihy 1–7 se tedy věnují činnosti architekta, mezitím co knihy 8–10 náleží k inženýrské odbornosti. Tyto obory byly v antice slučovány v jeden.

### Výchova architekta
V první kapitole první knihy Vitruvius vyložil, že vědění architekta se skládá z „fabricia“ (řemeslo) a „ratiocinatia“ (duševní práce), což mu umožňuje posuzovat všechny druhy umění. V renesanci byl Vitruvius uznávanou autoritou při řešení problémů středověkých cechů a stavebních hutí i personální výchovy ohledně teoretické přípravy a praktického provedení staveb.
Pro duševní vzdělávání architektů sestavil Vitruvius zásady, ve kterých pamatoval na školení v artes liberales (sedmi svobodných umění). Tím přenáší Ciceronův požadavek po obsáhlém vzdělání řečníků (rétorika) na svůj vlastní obor činnosti, z čehož vyplývá pro Římany nutnost rozsáhlého vzdělání („enkyklios paideia“, ενκυκλιος παιδεια). Odpovídající termín se nalezne v jeho práci pod názvem encyclios disciplina.
Vitruvius uvádí různé obory, jako aritmetika, geometrie, dějiny a filozofie, které by měl zkušený architekt při své práci ovládat. Mezi jinými vysvětluje ve své práci Platónovy a Pythágorovy poučky, popisuje jak nalezl Archimédes po něm pojmenovaný princip a výsledky, ke kterým při svém pozemním měření došli Eratosthenes a Archytas.
Podle jeho mínění je nejvyšším stupněm (volného stejně jako výtvarného) umění „summum templum architecturae“, tedy architektura sama. Tím upevnil primát architektury nad ostatními druhy výtvarného umění, což mělo od středověku do 20. století silnou kanonickou platnost.

### Principy architektury
V 10 knihách o architektuře Vitruvius určuje různé kategorie teorie architektury, které by měly mít jednak vliv na estetický výraz architektonického díla, na druhé straně by měla sloužit jako měřítko k posouzení architektury. Pod koncepcí „venustas“ (půvab, dráždivost nebo krása) shrnul pravidla architektury a dále je rozdělil do šesti základních pojmů: „ordinatio“, „dispositio“, „eurythmia“, „symmetria“, „decor“ a „distributio“. „Ordinatio“, „eurythmia“ a „symmetria“ se přitom vztahují na proporcionalitu budov. „Ordinatio“ znamená rozměrovou a modulovou proporcionalitu jednotlivých dílců, „eurythmia“ vliv proporcí na pozorovatele a „symmetria“ soulad proporcí mezi jednotlivými dílci. Pod proporcionalitou pak rozumí poměr celých čísel, které pro proporce sloupu dají konečnou hodnotu 4. Kniha uvádí dokonce i konkrétní poměry (např. poměr průměru k celkové výšce 1:7 u dórského sloupu). Pojetí čísel, geometrie a rozměrů v jeho práci je ovlivněno antropologií, a proto také uvádí čtverec a kruh jako dvě základní formy, do kterých lze zobrazit vzpřímeného člověka (tzv. Vitruviánský člověk). „Dispositio“ se vztahuje k návrhu stavby a zobrazovacím možnostem, a je zakotveno v půdorysu, řezu a perspektivním pohled („ichnographia“, „orthographia“ a „scaenographia“). Termínem „decor“ je míněna přiměřenost pro určitý zvolený „genus“ určité úlohy náboženské stavby, ale je ho možné použít také na světskou stavbu. Pro ty hraje také důležitou roli pojem „distributio“, kdy architekt pouze pohodlně nerozděluje prostor na půdorysu, ale přihlíží také k jeho přiměřenosti vůči zákazníkovi.

### Řád u sloupů
V této práci se Vitruvius vrací k rozměrům sloupů, určuje kanonicky závazný systém jejich proporcí a forem od průměru sloupů na úrovni jejich základny v návaznosti na modulovou osnovu až po rozměry ostatních navazujících konstrukčních prvků. Vitruvius propojil různé stavební řády s různými stavebními úlohami. Dórský stavební řád viděl jako první a zmužilý, ionský jako jemný a kultivovaný a korintský jako slavnostní a vznešený. Znovuzavedena byla tato modulová metoda znovu v renesanci a ve 20. století.

### Prameny
„Deset knih o architektuře“ nabízí první objemné pojednání o antické technice (měření času, stavební stroje, vodní kola, válečné stroje), architektuře a prostorovém uspořádání. Předtím byly psány pouze skromné příručky jakož i pojednání k jednotlivým problémům. Vitruvius mohl čerpat díky své dlouholeté činnosti z dosažených zkušeností. Kromě toho využíval nesčíslné řecké prameny, které jsou známy díky přiloženému katalogu. Ve svých vývodech o chrámových stavbách se opíral především o spisy Hermogena von Alabanda, kapitoly o astronomii se vrací k didaktickému básníkovi jménem Aratos. Mezi římskými autory je jako zdroj uváděn především Varro se svými pojednáními o dějinách stavebnictví.

### Sloh
Řeč díla je charakterizována jako obšírná a málo plynulá. Charakteristickými jsou starobylé formy, hojné překlady, gramatické zvláštnosti a příležitostná odbočení k hovorovému jazyku.